# بانک شاهنشاهی ایران
بانک شاهنشاهی ایران (به انگلیسی: The Imperial Bank of Persia) به عنوان اولین بانک ایران به‌شمار می‌آید که با صدور امتیازنامه‌ای از جانب ناصرالدین شاه قاجار در یازدهم بهمن ۱۲۶۷ خورشیدی (سی ام ژانویه ۱۸۸۹میلادی) برای بارون جولیوس دو رویتر، بانکدار یهودی‌تبار انگلیسی و با فرمان سلطنتی ملکه ویکتوریای بریتانیا تاًسیس شد. این بانک سال‌ها بعد به بانک بریتانیایی خاورمیانه (BBME) تغییر نام داد و امروزه به نام بانک اچ‌اس‌بی‌سی خاورمیانه شناخته می‌شود. 
بانک شاهنشاهی ایران اولین بار ایده‌های بانکداری اروپایی را به ایران وارد کرد که در آن این ایده‌ها تا آن زمان شناخته شده نبودند. همچنین استفاده از اسکناس در دوران قاجار اولین بار توسط بانک شاهنشاهی ایران در ایران رایج شد.
پس از انقلاب ۱۳۵۷ ایران و به موجب لایحه ملی‌شدن بانک‌ها تمامی فعالیت‌های بانک شاهنشاهی ایران به بانک تجارت واگذار شد.
به نقل از روابط عمومی بانک تجارت، در محل عمارت تاریخی بانک تجارت در میدان توپخانه (بان بازرگانی، شاهی) موزه ای با عنوان موزه بانکداری در حال احداث است و در آینده به عنوان موزه تاریخچه بانکداری آماده بازدید علاقه‌مندان خواهد بود.

## تاریخچه

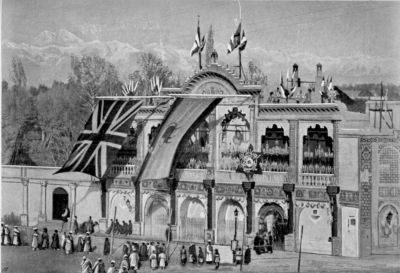
ساختمان نخستین بانک شاهنشاهی ایران با پرچم دولت‌های ایران و بریتانیای کبیر

در قرن نوزدهم فعالیت‌های اقتصادی ایران به کلی در دست صراف‌های یهودی بود. این صراف‌ها به دلیل نفوذ فرهنگی و یکپارچگی قومی به صورت کامل فعالیت‌های وامی را در دست داشتند.
بارون جولیوس دو رویتر بانکدار انگلیسی با اعطای وام به ناصرالدین شاه قاجار امتیازات بزرگی از وی گرفت که یکی از آن‌ها حق تأسیس بانک بود. این قرارداد که قسمتی از امتیازنامه رویتر بود با مخالفت شدید مردم و حتی روسیه مواجه شد. شب‌نامه‌های زیادی در تهران پخش شد که در آن نوشته شده بود که شاه ایران مالکیت تمامی منابع ایران را به یک یهودی داده‌است. در سال ۱۲۶۷ هجری، امتیاز اول لغو شد و شاه دلیل آن را عدم موفقیت رویتر در شروع پروژه راه‌آهن بعد از پانزده ماه بر اساس قرارداد دانست.
ولیکن رویتر قصد نداشت از چنین قرارداد پرسودی صرف نظر کند. او با تلاش فراوان موفق شد سرانجام در سال ۱۸۸۹ میلادی به کمک وزیر یهودی انگلستان هنری دراموند ولف اجازه بانکداری و معدن‌داری در ایران را به مدت ۶۰ سال دریافت کند. این قرارداد به مفصلی قرارداد اول نبود ولیکن سود بسیار زیادی برای رویتر داشت. بانک شاهنشاهی ایران از پرداخت هرنوع مالیات معاف بود و اجازه واردات بدون پرداخت تعرفهٔ مالیاتی را دارا بود.
بانک شاهی که مقرش لندن و تابع قوانین انگلستان بود، از سال ۱۲۶۹ کار خود را آغاز کرد و اولین اسکناس بانکی را در ایران منتشر کرد. تا این زمان تنها نوع پول مورد استفاده سکه‌های نقره و طلا بودند و بانک برای اولین بار استفاده از اسکناس را در ایران رایج کرد. رئیس بانک شاهی سر ویلیام کسویک بود. سرمایهٔ این بانک از سه کمپانی گلین، میلز و شرکاء، جی هنری شرودر و شرکا و دیوید ساسون و شرکا به دست آمده بود.
اولین مدیر بانک شاهنشاهی ایران جوزف ربینو بود که از پدری ایتالیایی-یهودی و مادری انگلیسی در لندن به دنیا آمده بود و تابعیت بریتانیایی دریافت کرده بود. ربینو ۱۸ سال در ایران باقی ماند و نقش مؤثری در گسترش بانک شاهنشاهی ایران داشت. او دستور داد تمامی مدیران بانک زبان فارسی را بیاموزند. در این زمان مردم ایران به پول کاغذی اعتماد زیادی نداشتند. ربینو برای گسترش استفاده از اسکناس دستور داد که تنها پول در مقدارهای کوچک چاپ شود و این پول در هر زمان توسط شعبه قابل تبدیل به سکهٔ نقره باشد. این امر در مناطق دورافتاده بسیار مشکل بود. تحت نظر ربینو و به کمک ارتش ایران سکه‌های نقره به مناطق دورافتاده انتقال داده می‌شدند؛ ولیکن با این وجود در سال‌های اولیهٔ تأسیس بانک شاهنشاهی ایران، هجوم بانکی به کرات اتفاق افتاد. گاهی دلیل این امر تبلیغات روس‌ها بود که انگلیسی‌ها را رقیب خود در ایران می‌دانستند.
مهم‌ترین فرد مورد ارتباط بانک شاهنشاهی ایران در تهران ژنرال آلبرت هوتوم شیندلر بود که مانند رویتر یک آلمانی‌تبار انگلیسی‌شده بود. او در ایران سال‌های زیادی زندگی کرده بود و به تمامی جغرافیای منطقه مسلط بود. هنری دراموند ولف به او علاقه زیادی داشت و تلاش کرد که او را در بخش خارجی دولت استخدام کند؛ ولیکن وقتی این امر موفقیت‌آمیز نشد، رویتر وی را استخدام نمود. شیندلر و ربینو مهم‌ترین افراد تأثیرگذار در گسترش این بانک در ایران بودند.
بانک شاهنشاهی ایران اهمیت زیادی در پرداخت وام‌های بزرگ به شاه بین سال‌های ۱۸۹۲ و ۱۹۱۱ داشت. این وام‌ها در قبال کنترل ماهیگیری در دریای خزر و کنترل تعرفه گمرکی در بندرها به شاه پرداخت شدند. خبر این وام‌ها ملی‌گرایان ایرانی را به شدت برآشفت ولیکن در نهایت مخالفت آن‌ها تأثیری نداشت.
در سال ۱۹۲۹ میلادی بانک شاهنشاهی ایران دارای ۲۴ شعبه در ایران بود. بانک شاهنشاهی ایران تا سال ۱۳۰۹ خورشیدی به فعالیت خود در زمینه نشر انحصاری اسکناس ادامه داد. در این سال امتیاز چاپ اسکناس در ایران که در انحصار بانک شاهنشاهی بود با پرداخت دویست هزار لیره غرامت از آن بانک ستانده شد.
در زمان رضا شاه پهلوی ملی‌گرایی در بین ایرانیان شدت یافت و مخالفت با این بانک گسترش یافت. جئوفری جونز می‌نویسد: «بانک (شاهی) به صورت گسترده به عنوان نمایندهٔ امپریالیسم بریتانیا بود و این نظر بی‌دلیل نبود.» جونز ادامه می‌دهد که بانک شاهی نقش زیادی در تأمین منابع مالی برای بریتانیا در دو جنگ جهانی با کمک سرمایه‌های ایران داشت. باتأسیس بانک ملی ایران در سال ۱۳۰۷، امتیاز حق انحصاری نشر اسکناس را دولت ایران به موجب قرارنامه‌ای در ۲۳ اردیبهشت ۱۳۰۹ به مبلغ دویست هزار لیره خریداری و به بانک ملی ایران واگذار کرد. بانک شاهی بر اساس آمار رسمی خود سود بسیار کمی داشت ولیکن در این زمان بانکداران اجازه داشتند که به حساب‌های مخفی مبالغی واریز و دریافت کنند و این حساب‌ها به دور از آمار رسمی بودند. جئوفری جونز می‌نویسد که سود واقعی بانک شاهنشاهی ایران بسیار بیشتر از آنچه بوده که در آمارهای رسمی چاپ شده بود.
در سال ۱۳۲۰ خورشیدی بانک شاهنشاهی ایران در کشورهای حاشیهٔ خلیج فارس نسبت به افتتاح شعبات خارج از کشور اقدام کرد و اولین شعبهٔ آن درکویت، دوبی و عمان بود. در سال ۱۹۵۲ میلادی بانک شاهی فعالیت‌های خود را در ایران کم کرد و نام خود را به بانک انگلیسی خاورمیانه تغییر داد. در سال ۱۹۵۹ سرمایه‌های بانک انگلیسی خاورمیانه توسط بانک اچ‌اس‌بی‌سی هنگ کنگ خریداری شده و نام این بانک به بانک اچ‌اس‌بی‌سی خاورمیانه تغییر یافت.

## ساختمان بانک شاهنشاهی

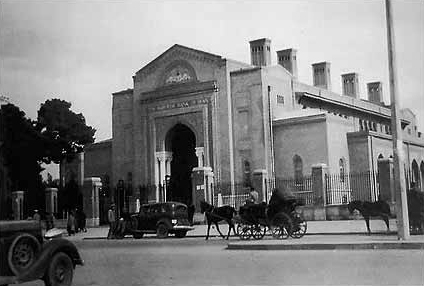
ساختمان بانک شاهی در میدان توپخانه

بانک شاهنشاهی اول‌بار، در سال ۱۲۹۴ق، در محل خانه‌ی میرزا قهرمان امین‌لشکر در شرق میدان توپخانه‌ی دوره‌ی ناصری مستقر شد.در مورد طراح بنا در بعضی نوشته‌ها به مارکف روسی نسبت داده شده ولی به گفته سیروس سمیعی که به نظر درست‌تر می‌رسد از آرچیبالد اسکات به عنوان طراح نام برده شده‌است. از نظر معماری پلان این بانک به صورت باسیلیکا می‌باشد که فضای میانی در دو طبقه است. قوسها در بنا به صورت جناغی با سر ستونهای مقرنس. سر در بانک توسط حسین لرزاده طراحی و اجرا شده که یک بازشو با قوس جناغی و کاشیکاری با تزئینات اسلیمی و گره چینی و کاسه چینی زیبا با کاشی خشتی هفت رنگ مزین است. در بالای سردر یک سنتوری که داخل آن قوس نیم دایره است را تشکیل می‌دهد.

## نگارخانه

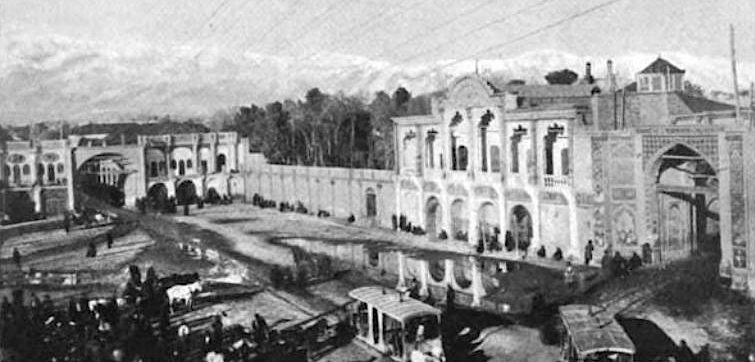
بانک شاهی در تهران (سمت راست) سال ۱۹۱۰ میلادی
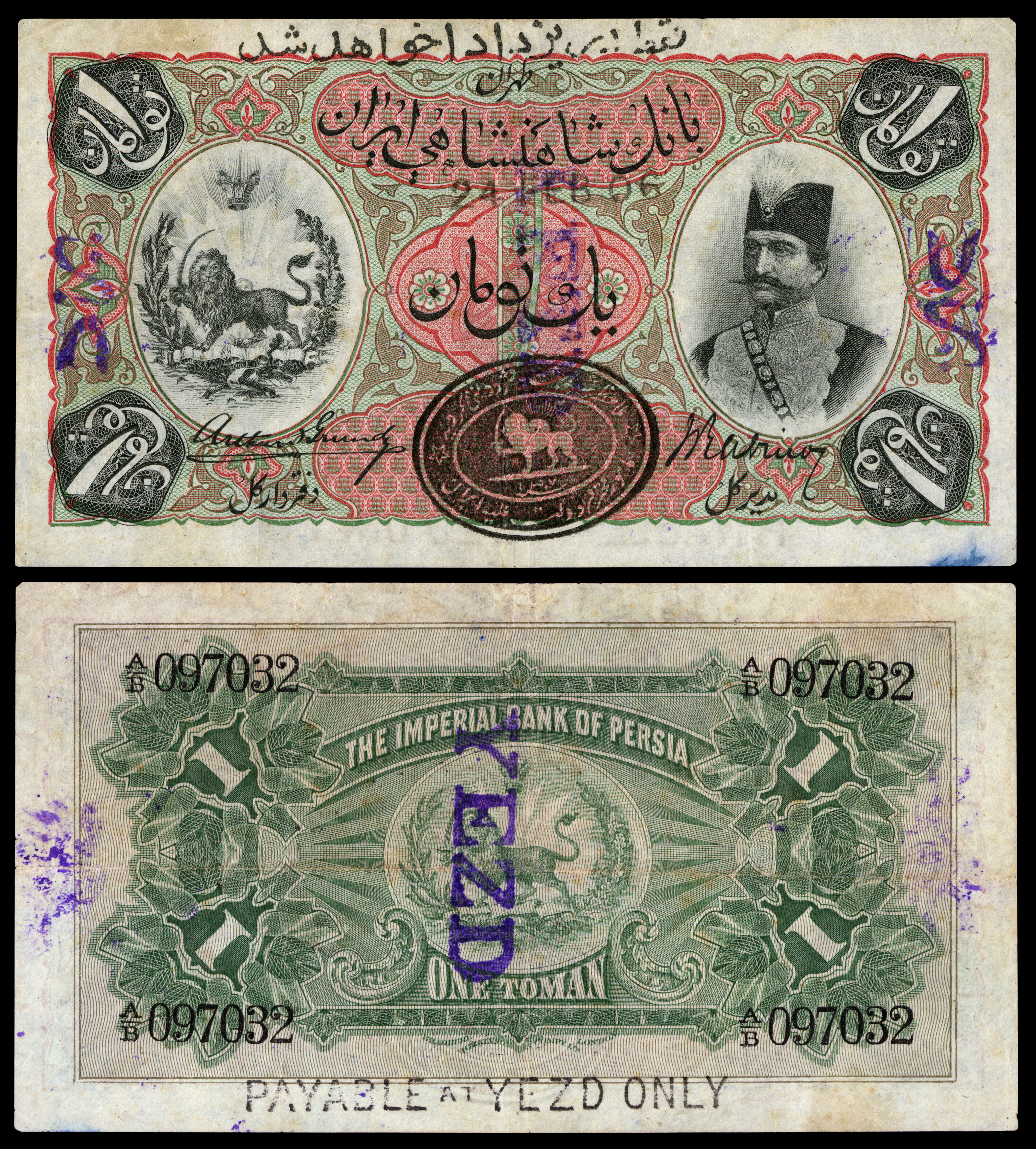
اسکناس یک تومانی متعلق به ۱۲۸۵ خورشیدی. اسکناسها گاهی در سراسر ایران دارای اعتبار نبودند و بر روی اسکناس مهر «فقط در یزد ادا خواهد شد» چاپ شده‌است
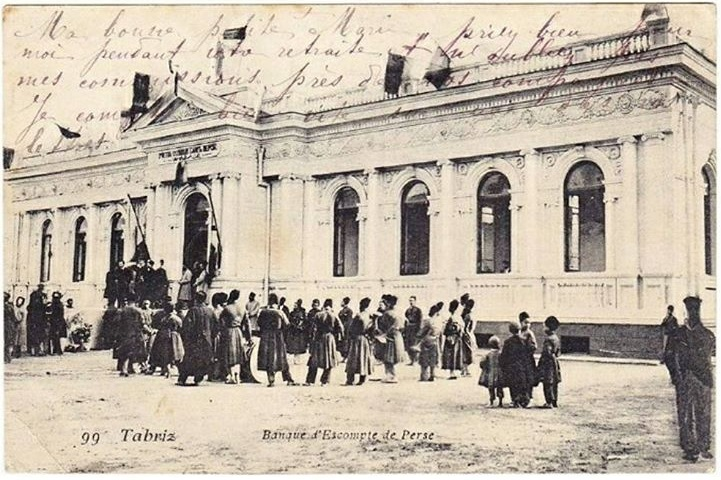
ساختمان بانک شاهی تبریز
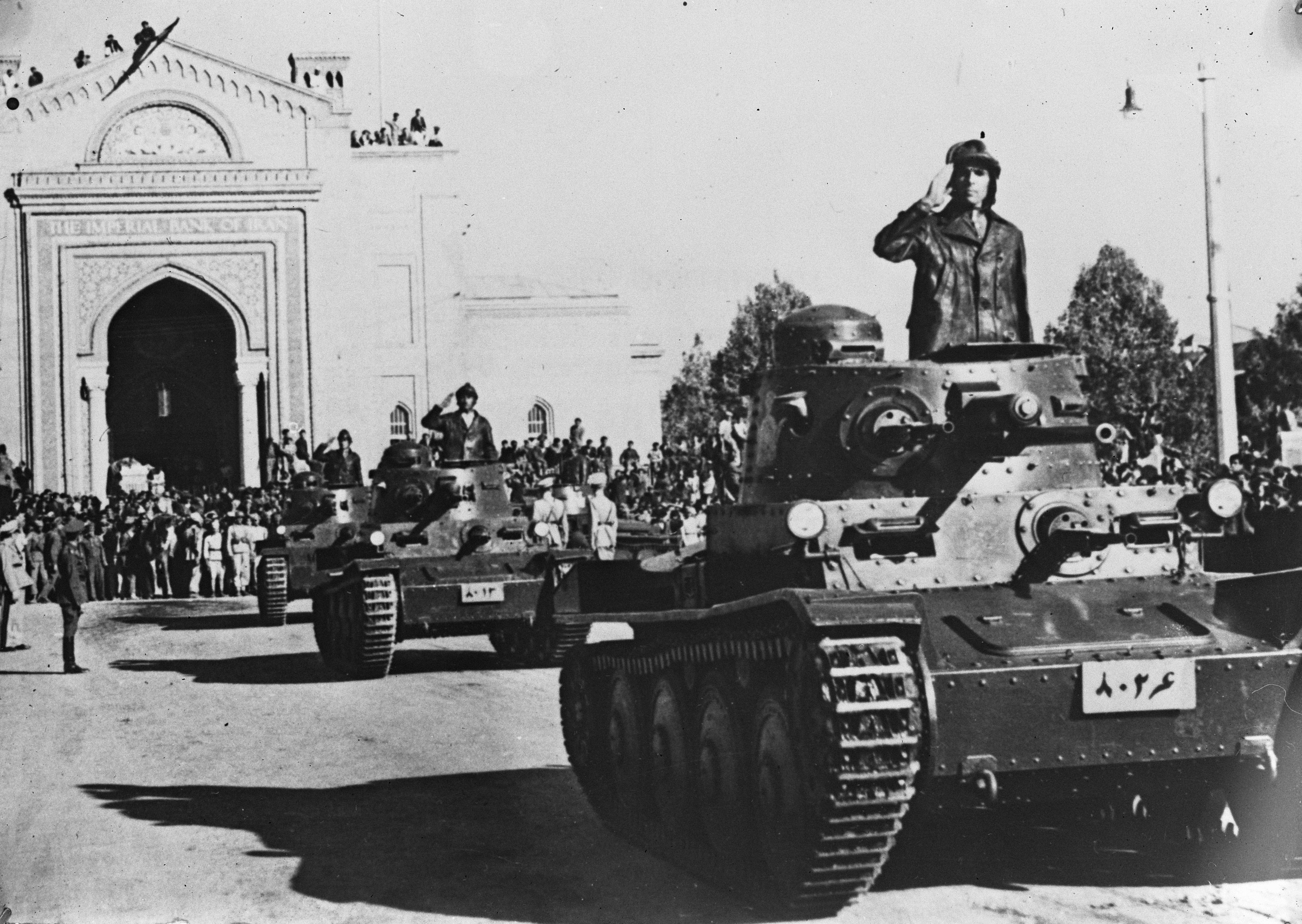
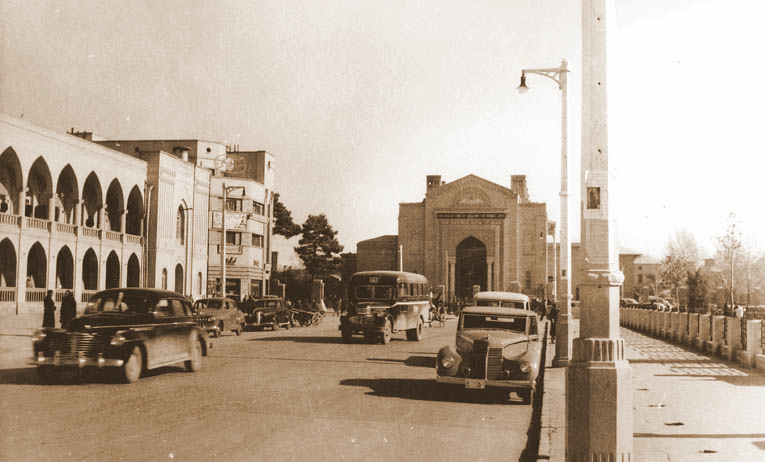
عمارت خورشید وعمارت شهرداری تهران دریک قاب